# Meneltarma
Dans la Terre du Milieu de Tolkien, Meneltarma, signifiant le Pilier des Cieux, était une montagne sacrée au centre de l'île de Númenor. Elle est appelée Minûltarîk en Adûnaic.
Elle a un sommet large et plat, capable de contenir un grand nombre de personnes pendant les cérémonies religieuses. De plus, aucun bâtiment n'y est érigée et les cérémonies ont lieu à ciel ouvert.
Un silence absolu est requis à quiconque y grimpe. La tradition est si puissante et universelle que même les étrangers se sentaient empêchés par elle. Seul le Roi était autorisé à parler pour effectuer des prières et des offrandes à Eru Ilúvatar, pendant les fêtes d'Erukyermë, d'Erulaitalë et d'Eruhantalë.
Les oiseaux et les animaux n'approchaient pas l'endroit, et seuls les aigles de Manwë pouvaient être observés tournant autour du sommet. Ils étaient alors considérés comme les gardiens de la montagne et des terres.
La base du Meneltarma était assez douce et divisée en cinq branches, chacune pointant vers l'une des cinq extensions de l'île. Ces racines portaient comme nom Tarmasundar, les racines du Pilier. Sur le versant sud se trouvaient les tombeaux des Rois et Reines de Númenor, au creux d'une vallée nommée Noirinan.
En l'année 3319 du Second Âge, Númenor fut détruite et submergée par l'océan. La dernière Reine de l'île essaya d'atteindre le sommet du Meneltarma durant la submersion, mais elle fut prise par les eaux pendant qu'elle essayait d'atteindre le sommet.
Une rumeur, lancée par les descendants d'Eärendil, raconte que le sommet de la montagne sacrée émerge encore de l'océan. La légende dit que celui qui trouverait l'île, pourrait entrevoir les Terres Immortelles.